# NK Uštica
NK Uštica je nogometni klub iz Uštice. 
Klub je osnovan 1956. godine.
Klub se trenutno natječe u 3. ŽNL Sisačko-moslavačka - NS Novska.